# Airbus A30X
Airbus A30X ist der Projektname für die Entwicklung des Nachfolgemodells der Airbus-A320-Familie. Weitere Projektbezeichnungen sind bzw. waren Next Generation Single Aisle (NGSA) und Airbus NSR (New Short Range). Für das Serienflugzeug ist dann mit einer üblichen Bezeichnung nach dem Airbus-Schema zu rechnen. Am weitesten bekannt wurde bei Airbus die Übertragung eines Projektnamens in die Serienbezeichnung beim Projekt A3XX in A380.

## Entwicklungszeitraum
Nach ersten offiziellen Angaben aus dem Jahr 2003 war die A30X als A300-600R-Nachfolger geplant und sollte im Jahr 2014 bis 2015 in Dienst gestellt werden. In späteren offiziellen Aussagen ist die A30X als A320-Nachfolger genannt. Im Jahr 2008 wurde der Programmstart der A30X für 2014 und eine Indienststellung im Jahr 2018 bekannt gegeben. Die Indienststellung wurde von John Leahy, Chief Operating Officer bei Airbus, sukzessive auf 2024 und zuletzt auf 2030 verschoben.
Die Gründe für die Verschiebung sind zum einen technologisch bedingt, da für die A30X neue Technologien untersucht werden, die voraussichtlich bis Mitte der 2020er noch nicht zur Verfügung stehen werden, wie beispielsweise die neue Triebwerkstechnologie Open Rotor/Propfan. Zum anderen gab Airbus im Dezember 2010 eine Modellpflege der Modelle A319, A320 und A321 in der neuen Variante neo (New Engine Option) bekannt, die neben Sharklets auch neue, moderne Turbofan-Triebwerke erhielt und ab Ende 2015 ausgeliefert wurde. Durch die Entscheidung zur Entwicklung dieser verbesserten Version der A320-Familie hat Airbus Zeit für die Entwicklung eines vollständig neuen A320-Nachfolgers gewonnen, ohne Gefahr zu laufen, dass durch eine veraltete A320-Familie Marktanteile an die Konkurrenz abgegeben werden.

## Technologie
Zum jetzigen Zeitpunkt sind noch keine festen Entscheidungen bzgl. neuer Technologien bekannt. Ein wichtiger Aspekt wird die Untersuchung neuer Triebwerkstechnologie sein. Möglich sind ein Open Rotor oder ein „Advanced“ Turbofan mit sehr großem Bypass-Verhältnis. Airbus erwartet ca. 30–40 % Treibstoffeinsparung im Vergleich zu einem typischen Schmalrumpfflugzeug des Jahres 2010 unter Verwendung eines Open Rotors und weiterer (nicht genau spezifizierter) neuer Technologien am Flugzeug.
Daneben werden folgende Technologien für die A30X in Erwägung gezogen:
- Brennstoffzelle: APU-Ersatz, Frischwasser und Inertgas[11]
- „Smart Wing“: Laminarflügel mit reduziertem aerodynamischen Widerstand[11]
- Verbessertes Cockpit
- Weiterentwickelte Materialien

### Brennstoffzellensystem
Zusammen mit Parker Aerospace untersucht Airbus den Einsatz eines Brennstoffzellensystems als APU-Ersatz. Ein Flugversuch mit diesem System sollte 2015[veraltet] stattfinden.
Neben dem reinen APU-Ersatz kann das Brennstoffzellensystem weitere Aufgaben übernehmen, wie beispielsweise die Bereitstellung von Frischwasser (als Endprodukt des chemischen Prozesses der Brennstoffzelle) oder die Verhinderung von Bränden durch die Bereitstellung von Schutzgas zur Tankfüllung (Tank-Inertisierung).

### Laminarflügel
In dem europäischen Forschungsprojekt CleanSky Smart Fixed-Wing Aircraft entwickeln Airbus und weitere Projektpartner einen Laminarflügel. Die Ergebnisse dieses Projekts könnten laut Jens Koenig, Koordinator von Airbus im CleanSky-Projekt, für die Tragflächen der A30X Anwendung finden. Es soll eine Flügel-Widerstandsreduktion von 25 % im Reiseflug erreicht werden, was zu einer Gesamtwiderstandsreduktion von 5–6 % und einer Reduktion im Treibstoffverbrauch von 6 % führen würde.
Die Technologie wird seit Oktober 2017 an einem A340-Testflugzeug erprobt. Dafür sollten die Flügel außerhalb der Triebwerke beidseitig ersetzt werden. Linker und rechter Flügel sollten die gleiche Geometrie erhalten, jedoch zur Untersuchung von Struktur- und Fertigungskonzepten unterschiedlich aufgebaut sein. Im Projekt sollten Lösungen für gute Oberflächenqualitäten und genaue Oberflächentoleranzen, geringe Welligkeit der Oberfläche und die Verhinderung der Verschmutzung untersucht werden. Diese Eigenschaften sind wichtig für die Aufrechterhaltung der Laminarströmung.